# Ллойд, Констанс
Констанс Мэри Уайльд (англ. Constance Lloyd; урождённая Ллойд; 2 января 1858 — 7 апреля 1898) — английская детская писательница, жена Оскара Уайльда.

## Биография

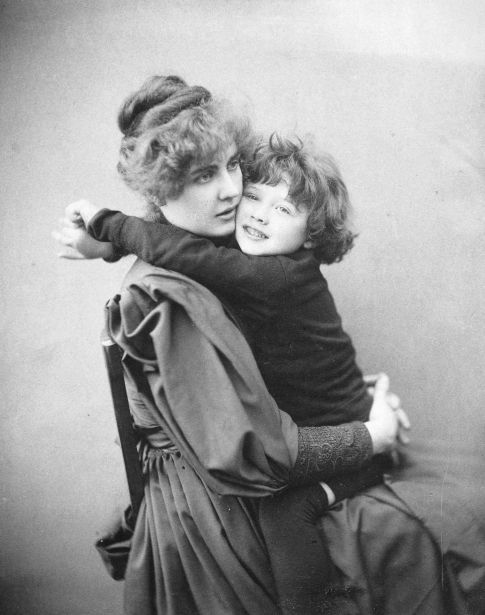
С сыном Сирилом, 1889 год

Единственная дочь адвоката Горация Ллойда и его жены Аделаиды, урождённой Аткинсон. Происходила из богатой семьи, даже после замужества с писателем Оскаром Уайльдом ей платили около 1000 фунтов в год. Она познакомилась с Уайльдом в 1884 году и в том же году вышла за него замуж. Пара поселилась в Лондоне в районе Челси. В браке родились двое сыновей, Сирил (1885—1915, погиб в Первую Мировую) и Вивиан (1886—1967).
В 1888 году опубликовала книгу «There Was Once», основанную на детских сказках, которые она слышала от своей бабушки.
Вскоре после рождения сыновей поползли слухи о гомосексуальности её мужа, но это не помешало Констанс продолжать поддерживать мужа, хотя Оскар Уайльд не скрывал своих наклонностей. Несмотря на доверие к мужу, она испытывала растущее недоверие к лорду Альфреду Дугласу, с которым Оскар Уайльд состоял в длительных отношениях. В это время Уайльд чаще жил в отелях, чем в их доме на Тайт-стрит.
В 1894 году Констанс гостила в Уортинге у Оскара Уайльда и начала собирать коллекцию эпиграмм («Oscariana») из произведений Уайльда. Предполагалось, что книга будет опубликована Артуром Хамфрисом, в которого она была влюблена тем летом. В итоге книга была опубликована в следующем году.
В 1895 году её муж был арестован за блуд и приговорён к двум годам каторги и каторжных работ в тюрьме Рединга. Констанс сменила свою фамилию и фамилию сыновей на Холланд, чтобы оградить их от скандала. Вопреки советам друзей и родственников пара так и не развелась, но Констанс заставила Уайльда отказаться от родительских прав. Она переехала с сыновьями в Швейцарию и определила их в англоязычную школу-интернат в Германии. Они больше никогда не видели своего отца. Согласно автобиографии сына Вивиана, написанной в 1954 году, у мальчиков было относительно счастливое детство, а их отец был любящим родителем. Констанс навещала Оскара в тюрьме, чтобы сообщить ему новость о смерти матери. После его освобождения она отказалась присылать ему деньги, если он не прекратит связь с Альфредом Дугласом.
Она умерла по невыясненным причинам и была похоронена под девичьим именем Констанс Мэри Ллойд. Спустя годы на её надгробии появилась надпись «Жена Оскара Уайльда».

## Произведения
Констанс Уайльд писала статьи для журнала «The Woman's World», редактором которого был Оскар Уайльд, а также серию книг детских рассказов.
- The Bairn’s Annual, 1887.
- There Was Once: Grandma’s Stories, 1888.
- A Long Time Ago. Favourite stories re-told by Mrs. Oscar Wilde and others, 1892.
- A Dandy Chair, 1893.
- Cosy Corner, 1895.
- Favourite Nursery Stories